# Odra-Pisuerga

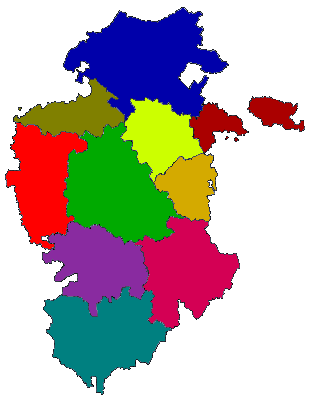
Mapa de las comarcas de Burgos.
Merindades
La Bureba
Ebro
Páramos
Odra y Pisuerga
Alfoz de Burgos
Montes de Oca
Arlanza
Sierra de la Demanda
Ribera del Duero

Odra-Pisuerga es una comarca situada entre el río Pisuerga y su afluente Odra, en la zona centro y oeste de la provincia de Burgos (España).
Tiene una población de 8.941 a 1 de enero de 2024 según los datos del INE.

## Municipios
- Arenillas de Riopisuerga
- Balbases, Los
- Barrio de Muñó
- Belbimbre
- Castellanos de Castro
- Castrillo de Riopisuerga
- Castrillo Mota de Judíos
- Castrojeriz
- Grijalba
- Hontanas
- Iglesias
- Isar
- Itero del Castillo
- Las Hormazas
- Manciles
- Melgar de Fernamental
- Montorio
- Padilla de Abajo
- Padilla de Arriba
- Palacios de Riopisuerga
- Palazuelos de Muñó
- Pampliega
- Pedrosa del Páramo
- Pedrosa del Príncipe
- Revilla Vallejera
- Rezmondo
- Sasamón
- Sordillos
- Sotresgudo
- Susinos del Páramo
- Tamarón
- Tobar
- Vallejera
- Valles de Palenzuela
- Villadiego
- Villaldemiro
- Villamayor de Treviño
- Villamedianilla
- Villanueva de Argaño
- Villaquirán de la Puebla
- Villaquirán de los Infantes
- Villasandino
- Villaverde Mogina
- Villazopeque
- Villegas
- Zarzosa de Río Pisuerga

## Economía
- Es una comarca eminentemente cerealista, con algunos sotos y arboledas, y atravesada por el canal de Castilla.
- También tiene ganadería, sobre todo lanar.
- Actualmente, tiene trazadas rutas turísticas, uniendo los distintos núcleos históricos, lo que ha supuesto una nueva fuente de riqueza, ya que en esta comarca están situados algunos pueblos históricos, con monumentos importantes:
  - Villadiego, #lavilladelos6museos, una localidad con seis museos y un extenso patrimonio civil,
  - Sasamón, con el castillo de Olmillos,
  - Castrojeriz, que pertenece al Camino de Santiago,
  - Melgar de Fernamental, con la magnífica iglesia de la Asunción.
  - Palacios de Benaver, con su monasterio.
  - Grijalba, con su Iglesia de Nuestra Señora de los Reyes (Grijalba)

## Literatura
Numerosos cuentos de Óscar Esquivias están ambientados en esta comarca, especialmente en los pueblos de Sasamón y Villandiego, como los contenidos en el libro La marca de Creta.

## Cementerio nuclear
En 1992, se realizaron en la zona varios estudios que señalaron la localidad de Villasandino como posible ubicación de un almacén de residuos nucleares, lo que hizo que se formara una Coordinadora Odra-Pisuerga para impedirlo. A día de hoy,[¿cuándo?] ningún ayuntamiento de esta zona burgalesa se ha ofrecido a albergarlo, según confirmaron fuentes de esta coordinadora.[¿dónde?]